# 阿弗里爾 (明尼蘇達州)
阿弗里爾（英語：Averill）是位於美國明尼蘇達州克萊縣的一個非建制地區。

## 歷史
阿弗里爾的郵局於1899年成立，其後於1969年停運。此地得名自南北战争時期軍官及明尼蘇達州立法委員約翰·T·阿弗里爾（John T. Averill）。

## 地理
阿弗里爾所處的海拔為高於海平面279米（即915英呎），而該地所採用的時區為UTC-6，即北美中部時區（CST）。同時該地設有夏令時間，為UTC-6調快一小時，即UTC-5（CDT）。